# 磨石鳐属
磨石鳐属（学名：Myledaphus，意为“地球的磨石”）是一类生存于晚白垩世的软骨鱼，加拿大、美国中西部（地狱溪组和犹他州等地）、墨西哥迪芬塔群（Difunta Group）的奥尔莫斯组（Olmos Formation）、乌兹别克斯坦的贝什特尤宾组（Beshtyubin Formation）和贝斯克缇组（Bissekty Formation）均发现了本属化石。磨石鳐属是一类淡水犁头鳐类，体长可能达到了3英尺（91厘米），具有食壳性（Durophagy），牙齿适合捕食蛤蜊等带壳动物。大多数分类法将该属归入犁头鳐科。

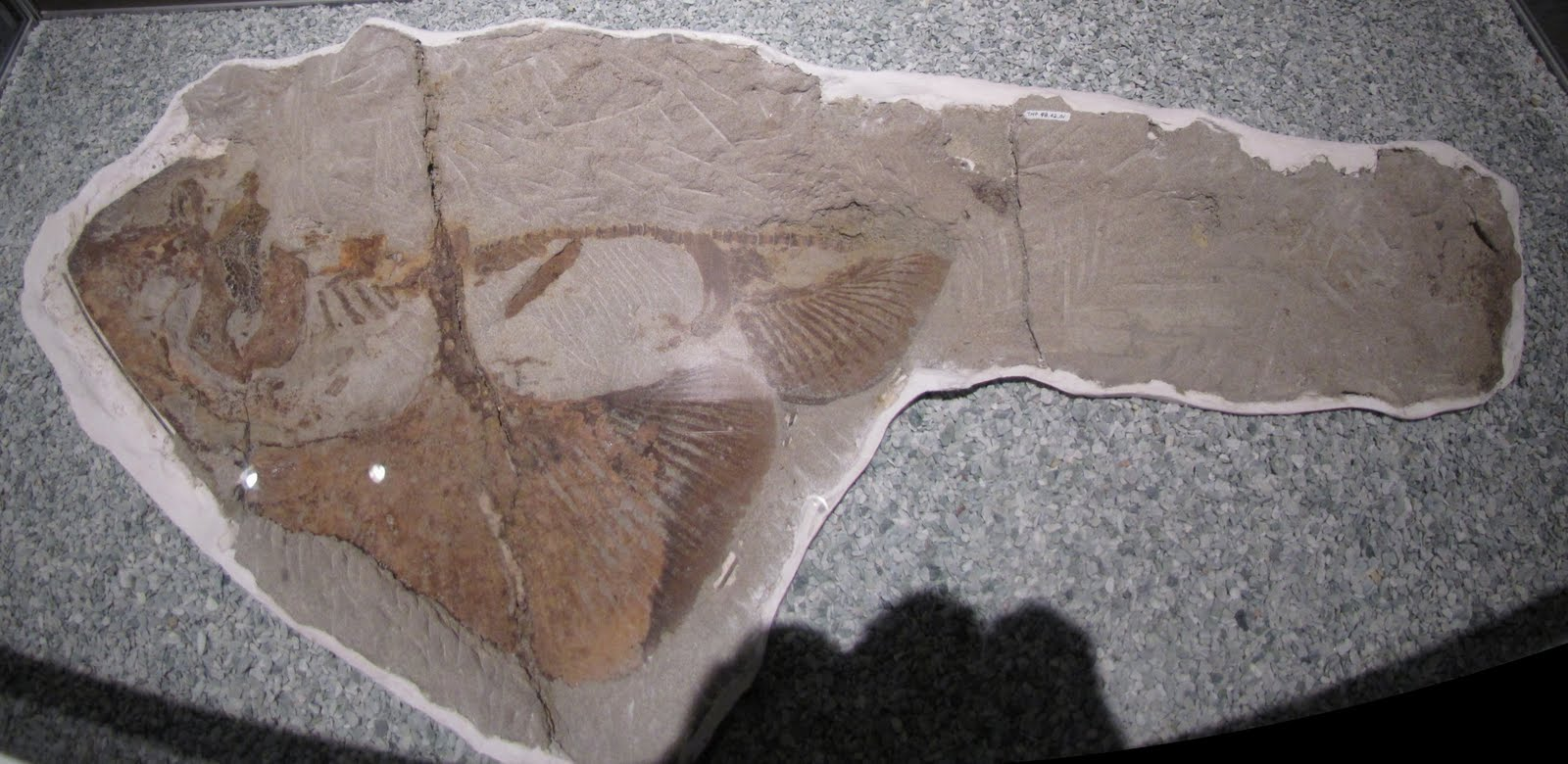
腹侧视角的磨石鳐属化石

## 下属物种
本属包括以下物种：
- †北方磨石鳐 Myledaphus bipartitus Cope, 1876 （模式种）
- †安第斯磨石鳐 Myledaphus araucanus Otero, 2019[5]
- †瘤磨石鳐 Myledaphus pustulosus Cook et al., 2014
- †研制磨石鳐 Myledaphus tritus

## 化石与年龄
最常见的磨石鳐属化石遗骸是牙齿和椎骨。2013年的一项对发现于艾伯塔省的磨石鳐属椎骨的研究表明，磨石鳐属的最大年龄可能为16岁。这意味着磨石鳐属的寿命比现代普通犁头鳐（Rhinobatos rhinobatos）短8年。